# Amorphis
Amorphis, que deriva de "amorfo" —deforme, sin forma determinada—, es una banda de metal finesa con un estilo propio creada por Jan Rechberger y Esa Holopainen en Helsinki en 1990. Inicialmente fue una banda de death metal y luego marcó su propio estilo con dos discos de tendencia doom metal (Tales from the Thousand Lakes y Elegy), pero con el tiempo evolucionó a un estilo musical más progresivo y melódico, destacando por la complejidad en sus arreglos.

## Historia

### Formación y primeros años
Desde sus inicios, Amorphis estuvo decidido a no seguir ninguna tendencia musical a menos que fuera la suya propia.
En enero de 1991 grabaron su primera demo, Disment of Soul. Pese a no satisfacer a los propios miembros de la banda, llamaron la atención de la discográfica Relapse Records, con la que rápidamente firmaron su primer contrato. Enseguida volvieron al estudio a grabar otras seis canciones, de las cuales solo dos pasaron a formar parte del sencillo Amorphis. Las otras canciones se incluyeron dos años después en el EP Privilege of Evil.

### The Karelian IsthmusyTales from the Thousand Lakes
Gracias a las actuaciones en clubs, el grupo ya contaba con un grupo considerable de fans antes de la grabación de su primer álbum de estudio, The Karelian Isthmus, en mayo de 1992 y salió a la venta en 1993. Aunque fue eclipsado por sus posteriores trabajos, ya mostraba muchos de los elementos que son ahora señas de identidad de la banda: riffs majestuosos de estilo doom combinados con guitarras influenciadas por el folk y teclados atmosféricos.
Su segundo álbum lanzado en 1994, Tales from the Thousand Lakes, fue su primer gran éxito. Está basado en la tradición finesa, y muchas de las letras provienen del poema épico Kalevala. La característica más importante es el añadido de la voz limpia y melódica de Ville Tuomi. Tras este álbum se produjeron varios cambios en la formación. Kasper abandonó la banda y fue sustituido por Kim Rantala en los teclados, Jan por Pekka Kasari en la batería y también se unió un sexto miembro, Pasi Koskinen como vocalista.

### ElegyyTuonela

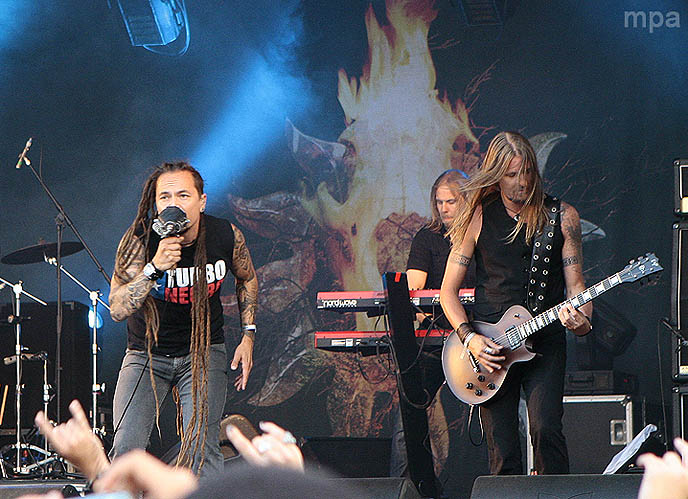
Amorphis en el Festival Vagos Open Air 2010 (Aveiro-Portugal)

El tercer álbum Elegy, de 1996, se presentó como una inusual combinación de death metal con muchos más toques melódicos y un distintivo toque oriental. Las letras están nuevamente inspiradas en la mitología finesa y basadas en el Kanteletar, una colección de poesía tradicional antigua. Para enfatizar en la versatilidad de la banda, se grabó también una versión acústica de la canción más significativa del disco, "My Kantele", que se lanzó como EP en 1997.
Tras una exitosa gira, el grupo decidió que era hora de pensar y ponerse a trabajar en un nuevo material. Tres años más tarde, en 1999, salió a la venta Tuonela. El elemento más característico del álbum son las guitarras con sofisticados efectos de retardo, la disminución de las voces guturales y los escasos pero significativos teclados.
Con la llegada del nuevo milenio, Amorphis celebró su décimo aniversario con el disco recopilatorio Story - 10th Anniversary, al que le siguieron pequeños cambios en la formación. Tras la separación de la banda finlandesa Kyyria, Santeri Kallio se unió a tiempo completo como teclista. Además, el bajista Oppu salió de la formación y Niclas Etelävuori se incorporó en su lugar. 

### Am UniversumyFar From the Sun
Un año después, en 2001, el álbum titulado Am Universum trajo mayor variedad al sonido de la banda, con el predominio del saxofón y los teclados en lugar de las guitarras de Tuonela. Las influencias folk disminuyeron ligeramente en favor de un enfoque más experimental y psicodélico. Su canción "Alone" coronó las listas de Finlandia durante 3 semanas. El batería Pekka Kasari abandonó la banda por razones familiares y Jan Rechberger, uno de los miembros originales de Amorphis, retomó el puesto.
Finalizado el contrato con Relapse Records —que no era todo lo beneficioso que la banda quería—, grabaron su sexto álbum, Far From the Sun, en solitario y lo publicaron en 2003 con la discográfica Virgin/EMI exclusivamente en Europa. Actualmente una edición especial con cinco canciones extra está disponible en todo el mundo con Nuclear Blast. Esta vez el sonido era más relajado y directo, nuevamente con influencias folk y toques orientales. Pese a que no se discute la calidad del mismo, el resultado final no fue todo lo que se esperaba debido a la falta de motivación de Paski Koskinen, que acabó dejando la banda en 2004.

### EclipseySilent Waters
Aunque la búsqueda de un nuevo líder no fue fácil, finalmente se decantaron por Tomi Joutsen, un polifacético cantante con mucha fuerza y carisma en el escenario. Tomi, fan de Amorphis desde sus inicios, trajo frescura y un nuevo aire a la banda.
Eclipse, lanzado en 2006, saltó a los primeros puesto de las listas de éxitos de Finlandia, junto con el sencillo "House of Sleep". Silent Waters, de 2007, dio estabilidad a la banda, puesto que fue el primer álbum grabado con los mismos miembros que el anterior. Ambos fueron también los primeros en recibir los premios Golden Records en Finlandia. Gracias a los festivales y giras que tuvieron lugar el resto del año, Amorphis fue ganando más fanes que la consolidaron como una importante y conocida banda dentro del género.

### Skyforger,The Beginning of TimesyCircle
En 2009, salió a la venta Skyforger, su séptimo álbum, que combina la fuerza de Eclipse, el sentimiento de Silent Waters y la creatividad de Elegy. Nuevamente, este se situó en los primeros puestos de las listas de Finlandia durante dos semanas. Asimismo, recibió varios premios, incluyendo Emma al mejor álbum de metal de 2009, el equivalente finlandés de los premios Grammy.
En 2010, Amorphis sacó a la venta su primer DVD oficial: Forging The Land Of Thousand Lakes. Este contiene un documental de una hora de duración que resume la trayectoria de la banda, así como dos conciertos en vivo. Ese mismo año sacaron otra edición especial, Magic And Mayhem - Tales From The Early Years, una compilación de sus primeros tres álbumes con las canciones grabadas de nuevo.
En 2011, The Beginning of Times fue lanzado, un álbum con muchas referencias a su época de death metal, a la vez que conserva su espíritu progresista y experimental, en el que destaca la voz de fondo de Netta Dahlberg. Es el primer álbum de Amorphis que consiguió estar entre los 20 primeros de las listas de éxitos en Alemania.
En abril de 2013 salió a la venta de su nuevo álbum, Circle. Tomi Joutsen dijo acerca del nuevo proyecto: "El círculo representa integridad. Hace mucho tiempo, cuando había algo especial de qué hablar, los hombres sabios se sentaban en un círculo. No todos eran invitados a unirse con ellos. Pero en este cuento, el protagonista sí fue invitado al círculo de los hombres sabios." 

## Miembros

### Miembros actuales
- Tomi Joutsen - Voz principal (2005 — presente)
- Esa Holopainen - Guitarra líder (1990 — presente)
- Tomi Koivusaari - Guitarra rítmica (1990 — presente) y voz (1990 — 1997 y 2010)
- Olli-Pekka Laine - Bajo (1990-2000, 2017-presente)
- Santeri Kallio - Teclados (1999 — presente)
- Jan Rechberger - Batería (1990 — 1995 y 2003 - actualidad) y Teclados (1992 — 1993)

### Miembros anteriores
- Pasi Koskinen, "Ruoja" - Voz principal (1995 — 2004)
- Niclas Etelävuori - Bajo, voz (2000-2017)
- Pekka Kasari - Batería (1996-2003)
- Kim Rantala - Teclados (1994-1998)
- Kasper Mårtenson - Teclados (1993-1994)

### Miembros de apoyo en vivo
- Ville Tuomi - Voz de apoyo (1995, 2010)
- Juha-Pekka Leppäluoto - Voz principal (2004)
- Jussi Ahlroth - Bajo (2010)
- Olli-Pekka Laine, "Oppu" - Bajo (2010)
- Pekka Kasari - Batería (2010)
- Kim Rantala - Teclados (2010)
- Kasper Mårtenson - Teclados (2010)
- Pasi Koskinen, "Ruoja" - Voz (2010)
- Mari Multanen - Voz de apoyo (2012)

## Discografía

### Álbumes
- The Karelian Isthmus (1992)
- Tales from the Thousand Lakes (1994)
- Elegy (1996)
- Tuonela (1999)
- Am Universum (2001)
- Far from the Sun (2003)
- Eclipse (2006)
- Silent Waters (2007)
- Skyforger (2009)
- The Beginning of Times (2011)
- Circle (2013)
- Under the Red Cloud (2015)
- An evening with friends huvila - Live (2017)
- Queen of Time (2018)
- Halo (2022)
- Borderland (2025)

### Demos
- Disment of Soul (1991)

### EP
- Privilege of Evil (1993)
- Black Winter Day (1994)
- My Kantele (1997)

### Sencillos
- Amorphis (1991)
- Divinity / Northern Lights (1999)
- Alone (2001)
- Day of Your Beliefs (2003)
- Evil Inside (2003)
- House Of Sleep (2006)
- The Smoke (2006)
- Silent Waters (2007)
- Silver Bride (2009)
- From the Heaven of My Heart (2009)
- You I Need (2011)
- Hopeless Days (2013)
- The Wanderer (2013)
- Death of a King (2015)
- Sacrifice (2015)
- Separated (2016)
- The Bee (2018)

### Compilaciones
- Story - 10th Anniversary (2000)
- Chapters (2003): CD+DVD
- Magic & Mayhem - Tales From The Early Years (2010)
- Forging The Land Of Thousand Lakes (2010): 2 CD+2 DVD